# Lista över Sri Lankas premiärministrar
Sri Lankas premiärminister är ledare för kabinettet, men är sedan 1978 inte regeringschef (denna befattning har presidenten). Följande personer har varit premiärminister:
- 1947–1952 Don Stephen Senanayake
- 1952–1953 Dudley Shelton Senanayake
- 1953–1956 John Lionel Kotalawela
- 1956–1959 Solomon Ridgeway Dias Bandaranaike
- 1959–1960 Wijeyananda Dahanayake
- 1960–1960 Dudley Shelton Senanayake
- 1960–1965 Sirimavo Ratwatte Dias Bandaranaike
- 1965–1970 Dudley Shelton Senanayake
- 1970–1977 Sirimavo Ratwatte Dias Bandaranaike
- 1977–1978 Junius Richard Jayewardene
- 1978–1989 Ranasinghe Premadasa
- 1989–1993 Dingiri Banda Wijetunge
- 1993–1994 Ranil Wickremesinghe
- 1994–1994 Chandrika Bandaranaike Kumaratunga
- 1994–2000 Sirimavo Ratwatte Dias Bandaranaike
- 2000–2001 Ratnasiri Wickremanayake
- 2001–2004 Ranil Wickremesinghe
- 2004–2005 Mahinda Rajapaksa
- 2005–2010 Ratnasiri Wickremanayake
- 2010–2015 Disanayaka Mudiyanselage Jayaratne
- 2015–2018 Ranil Wickremesinghe
- 2018-2018 Mahinda Rajapakse
- 2018–2019 Ranil Wickremesinghe
- 2019-2022 Mahinda Rajapakse
- 2022–2022 Ranil Wickremesinghe
- 2022–2024 Dinesh Gunavardena
- 2024 – Harini Amarasuriya